# آنتون صقال
آنتون صَقّال (به عربی: أنطون الصَّقّال) (۳ مارس ۱۸۲۴ – ۸ دسامبر ۱۸۵۴) شاعر و ترانه‌سرای سوری در سدهٔ نوزدهم میلادی بود.

## زندگی
آنتون بن میخائیلِ صقّال در حلب در ۳ مارس ۱۸۲۴م / ۳ رجب ۱۲۳۹ق زاده شد. در لبنان درس خواند و مدتی در مالت ماندگار بود تا کتاب‌های عربی در چاپخانهٔ آنجا را تصحیح کند و در یکی از مدرسه‌های آن عربی درس دهد. صقّال زبان‌های عربی، سریانی، انگلیسی و ترکی را خوب می‌دانست. در ارتش انگلستان در نبرد کریمه ۱۸۵۴م، مترجم بود. صقال در ۸ دسامبر ۱۸۸۵م / ۵ ذی‌القعده ۱۳۰۳ق در زادگاهش درگذشت.

## آثار
- السمر فی سکان الزهرة و القمر
- دیوان شعر
- الأسهم الناریه (کمان‌های آتشین) [۱]